# Арсенал (Кронштадт)
Морской артиллерийский арсенал, он же 18-й арсенал ВМФ — здание в Кронштадте на стыке Макаровской, Красной улицы и Арсенального переулка, напротив Петровского парка. Построен в 1832—1834 годах по проекту К. К. Бейля (по другим данным, его выполнил И. Г. Гомзин, а строительство шло до 1836 года).

## История
10 января 1830 начальник Морского штаба в Кронштадте направил просьбу о строительстве здания арсенала и артиллерийского двора. 27 января на эту просьбу получен положительный ответ, проект поручен архитектору Гомзину и утверждён 16 октября 1830 года.
Строительство продолжалось 4 года — с 1832 по 1834 год на месте бывшего Пушечного двора, основанного Петром I.
В 1855 году к зданию пристроена модель-камера (отделение Морского музея), где хранили знамёна и трофеи, модели судов, построенных на верфи Кронштадта, трубы и барабаны, бюст Петра I и т. д. После революции всё это было передано в другие музеи.
1864 год — в здании устроена модельная мастерская. На её базе в 1877 году разработаны и испытаны торпеды Александровского и Шпаковского.
1893 год — каждый этаж разделён ещё на 2 этажа.
Оружием и боеприпасами Арсенал снабжал флот и во время Великой Отечественной войны, и позже, за что был награждён орденом Трудового Красного знамени в 1968 году и орденом Октябрьской революции в 1977 году.

## Характеристика
Красное кирпичное здание высотой 2 этажа. Оси расчленены сложными арками, в которые вписаны окна обоих этажей. По центру западного и торцевого фасада сделаны раскреповки и венчающий карниз с гладкими модульонами. Фасады не оштукатурены, но некоторые детали сделаны из окрашенной под известняк штукатурки.
Северный и западный парапеты здания были украшены двуглавыми орлами. Вдоль западного фасада на небольшом возвышении были установлены в качестве украшений старые орудия и пирамиды из разнокалиберных ядер.
Внизу хранили станки, запасные колёса и оси, такелаж, на втором этаже — оружие и пули, оборудование для абордажа и инструменты. Во дворе — бомбы и мины.

## Современное состояние
На Арсенале идёт производство и ремонт мин, торпед и ракетно-артиллерийского оружия для надводных кораблей и подводных лодок.